# Freddie Woodman
Frederick "Freddie" John Woodman (ur. 4 marca 1997 w Croydon) – angielski piłkarz występujący na pozycji bramkarza w angielskim klubie Liverpool. Wychowanek Newcastle United. Były młodzieżowy reprezentant Anglii.